# Lista de Campeões da 500cc/MotoGP

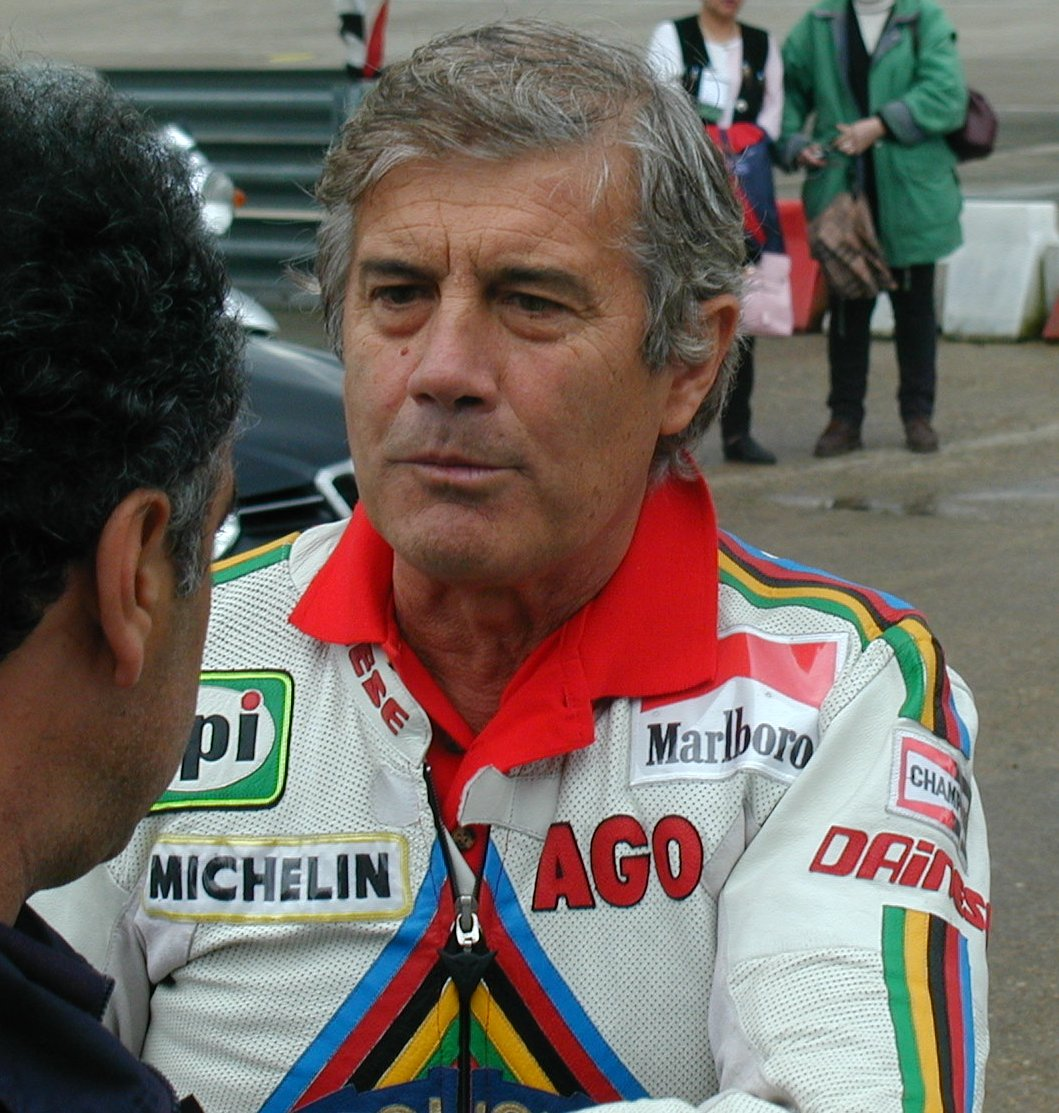
Giacomo Agostini, que conquistou o Campeonato Mundial de 500cc em um recorde de oito vezes

O Campeonato Mundial de Motovelocidade é o principal campeonato de motociclismo, que foi dividido em três categorias em 1997 : 125cc, 250cc e MotoGP. As classes anteriores, que foram descontinuadas, incluem a 350cc, 50cc/80cc e Sidecar .  A categoria rainha é a MotoGP, conhecida anteriormente como 500cc .  O "Grand Prix Road-Racing World Championship" foi criado em 1949 pela associação reguladora do esporte, a Fédération Internationale de Motocyclisme (FIM), sendo o campeonato mundial de automobilismo mais antigo que existe.  As motocicletas usadas na MotoGP são construídas especificamente para o esporte e não estão disponíveis para compra pelo público em geral porque não podem ser legalmente conduzidas nas vias públicas.  Da década de 1970 até 2002, a principal categoria dos GPs permitia 500cc com um máximo de quatro cilindros, independentemente de o motor ser de dois ou de quatro tempos .  Mudanças nas regras foram introduzidas em 2002, para facilitar a retirada dos motores de dois tempos. 
Cada temporada consiste de 12 a 18 Grandes Prêmios disputados em circuitos fechados. Os pontos que forem ganhos nestes eventos contam tanto para o campeonato mundial de pilotos quanto para o de construtores, sendo ambos separados, mas baseados no mesmo sistema de pontuação. O número de pontos atribuídos ao final de cada corrida aos 15 primeiros pilotos depende da sua colocação. Ao final da corrida, a ordem de pontos recebidos por cada piloto, do primeiro ao 15º lugar, é: 25, 20, 16, 13, 11, 10, 9, 8, 7, 6, 5, 4, 3, 2, 1. Historicamente, existem vários sistemas de pontos .  Os resultados de todos os Grandes Prêmios atuais contam para os campeonatos; no passado, apenas um certo número de resultados era contado. 
Giacomo Agostini é o piloto com o maior número de campeonatos ganhos, com oito, incluindo um recorde de sete campeonatos consecutivos de 1966 a 1972 . Marc Márquez é o piloto mais jovem a vencer o campeonato, já que tinha 20 anos e 266 dias quando foi campeão em 2013 .  Quanto à nacionalidade, os pilotos italianos são os que mais ganharam campeonatos, uma vez que seis pilotos ganharam um total de vinte campeonatos. Os pilotos da Grã-Bretanha são os segundos que mais ganharam: seis pilotos ganharam um total de dezessete campeonatos. Os pilotos dos Estados Unidos são os terceiros que mais ganharam, com sete pilotos vencendo um total de quinze campeonatos.  Leslie Graham ganhou o campeonato inaugural em 1949 .

## Campeões
| † | O campeão também venceu o campeonato de 350cc naquela temporada |
| * | O campeão também venceu o campeonato de 250cc naquela temporada |
| — | Indica que a informação não está disponível                     |

- A coluna "Temporada" refere-se à temporada em que a competição foi realizada e os wikilinks para o artigo sobre essa temporada.
- A coluna "Margem" refere-se à margem de pontos pela qual o vencedor derrotou o segundo colocado.

### Por temporada
| Temporada | País           | Piloto               | Construtor | GPs | Poles | Vitórias | Pódios | Voltas Mais Rápidas | Pontos | Margem |
| --------- | -------------- | -------------------- | ---------- | --- | ----- | -------- | ------ | ------------------- | ------ | ------ |
| 1949      | Reino Unido    | Leslie Graham        | AJS        | 6   | —     | 2        | 3      | 3                   | 30     | 2      |
| 1950      | Itália         | Umberto Masetti      | Gilera     | 6   | —     | 2        | 4      | 1                   | 28     | 1      |
| 1951      | Reino Unido    | Geoff Duke †         | Norton     | 8   | —     | 4        | 4      | 2                   | 35     | 4      |
| 1952      | Itália         | Umberto Masetti      | Gilera     | 8   | —     | 2        | 4      | 2                   | 28     | 3      |
| 1953      | Reino Unido    | Geoff Duke           | Gilera     | 8   | —     | 4        | 5      | 1                   | 38     | 14     |
| 1954      | Reino Unido    | Geoff Duke           | Gilera     | 8   | —     | 5        | 6      | 4                   | 40     | 20     |
| 1955      | Reino Unido    | Geoff Duke           | Gilera     | 8   | —     | 4        | 5      | 6                   | 36     | 6      |
| 1956      | Reino Unido    | John Surtees         | MV Agusta  | 6   | —     | 3        | 3      | 2                   | 24     | 8      |
| 1957      | Itália         | Libero Liberati      | Gilera     | 6   | —     | 4        | 5      | 1                   | 32     | 12     |
| 1958      | Reino Unido    | John Surtees†        | MV Agusta  | 7   | —     | 6        | 6      | 5                   | 32     | 12     |
| 1959      | Reino Unido    | John Surtees†        | MV Agusta  | 7   | —     | 7        | 7      | 6                   | 32     | 10     |
| 1960      | Reino Unido    | John Surtees†        | MV Agusta  | 7   | —     | 5        | 6      | 6                   | 46     | 20     |
| 1961      | Zimbabwe       | Gary Hocking†        | MV Agusta  | 10  | —     | 7        | 7      | 9                   | 48     | 8      |
| 1962      | Reino Unido    | Mike Hailwood        | MV Agusta  | 8   | —     | 5        | 5      | 4                   | 40     | 11     |
| 1963      | Reino Unido    | Mike Hailwood        | MV Agusta  | 8   | —     | 7        | 7      | 7                   | 40     | 19     |
| 1964      | Reino Unido    | Mike Hailwood        | MV Agusta  | 9   | —     | 7        | 7      | 6                   | 40     | 15     |
| 1965      | Reino Unido    | Mike Hailwood        | MV Agusta  | 10  | —     | 8        | 8      | 8                   | 48     | 20     |
| 1966      | Itália         | Giacomo Agostini     | MV Agusta  | 9   | —     | 3        | 8      | 2                   | 36     | 6      |
| 1967      | Itália         | Giacomo Agostini     | MV Agusta  | 10  | —     | 5        | 8      | 4                   | 46     | 0      |
| 1968      | Itália         | Giacomo Agostini†    | MV Agusta  | 10  | —     | 10       | 10     | 10                  | 48     | 14     |
| 1969      | Itália         | Giacomo Agostini†    | MV Agusta  | 12  | —     | 10       | 10     | 10                  | 105    | 58     |
| 1970      | Itália         | Giacomo Agostini†    | MV Agusta  | 11  | —     | 10       | 10     | 9                   | 90     | 28     |
| 1971      | Itália         | Giacomo Agostini†    | MV Agusta  | 11  | —     | 8        | 8      | 9                   | 90     | 32     |
| 1972      | Itália         | Giacomo Agostini†    | MV Agusta  | 13  | —     | 11       | 11     | 12                  | 105    | 19     |
| 1973      | Reino Unido    | Phil Read            | MV Agusta  | 11  | —     | 4        | 8      | 1                   | 84     | 20     |
| 1974      | Reino Unido    | Phil Read            | MV Agusta  | 10  | 4     | 4        | 7      | 1                   | 82     | 13     |
| 1975      | Itália         | Giacomo Agostini     | Yamaha     | 10  | 2     | 4        | 6      | 4                   | 84     | 8      |
| 1976      | Reino Unido    | Barry Sheene         | Suzuki     | 10  | 4     | 5        | 6      | 3                   | 72     | 24     |
| 1977      | Reino Unido    | Barry Sheene         | Suzuki     | 11  | 7     | 6        | 7      | 6                   | 107    | 27     |
| 1978      | Estados Unidos | Kenny Roberts        | Yamaha     | 11  | 2     | 4        | 7      | 6                   | 110    | 10     |
| 1979      | Estados Unidos | Kenny Roberts        | Yamaha     | 12  | 5     | 5        | 7      | 4                   | 113    | 24     |
| 1980      | Estados Unidos | Kenny Roberts        | Yamaha     | 8   | 2     | 3        | 6      | 4                   | 87     | 15     |
| 1981      | Itália         | Marco Lucchinelli    | Suzuki     | 11  | 7     | 5        | 6      | 5                   | 105    | 11     |
| 1982      | Itália         | Franco Uncini        | Suzuki     | 12  | 1     | 5        | 7      | 1                   | 103    | 27     |
| 1983      | Estados Unidos | Freddie Spencer      | Honda      | 12  | 6     | 6        | 10     | 3                   | 144    | 2      |
| 1984      | Estados Unidos | Eddie Lawson         | Yamaha     | 12  | 2     | 4        | 9      | 3                   | 142    | 31     |
| 1985      | Estados Unidos | Freddie Spencer*     | Honda      | 12  | 10    | 7        | 10     | 6                   | 141    | 8      |
| 1986      | Estados Unidos | Eddie Lawson         | Yamaha     | 11  | 7     | 7        | 10     | 6                   | 139    | 22     |
| 1987      | Austrália      | Wayne Gardner        | Honda      | 15  | 10    | 7        | 11     | 8                   | 178    | 20     |
| 1988      | Estados Unidos | Eddie Lawson         | Yamaha     | 15  | 2     | 7        | 12     | 5                   | 252    | 23     |
| 1989      | Estados Unidos | Eddie Lawson         | Honda      | 15  | 1     | 4        | 13     | 3                   | 228    | 17.5   |
| 1990      | Estados Unidos | Wayne Rainey         | Yamaha     | 15  | 3     | 7        | 14     | 6                   | 255    | 67     |
| 1991      | Estados Unidos | Wayne Rainey         | Yamaha     | 15  | 6     | 6        | 13     | 8                   | 233    | 9      |
| 1992      | Estados Unidos | Wayne Rainey         | Yamaha     | 13  | 0     | 3        | 8      | 3                   | 140    | 4      |
| 1993      | Estados Unidos | Kevin Schwantz       | Suzuki     | 14  | 6     | 4        | 11     | 2                   | 248    | 34     |
| 1994      | Austrália      | Mick Doohan          | Honda      | 14  | 6     | 9        | 14     | 7                   | 317    | 143    |
| 1995      | Austrália      | Mick Doohan          | Honda      | 13  | 9     | 7        | 10     | 7                   | 248    | 33     |
| 1996      | Austrália      | Mick Doohan          | Honda      | 15  | 8     | 8        | 12     | 4                   | 309    | 64     |
| 1997      | Austrália      | Mick Doohan          | Honda      | 15  | 12    | 12       | 14     | 11                  | 340    | 143    |
| 1998      | Austrália      | Mick Doohan          | Honda      | 14  | 8     | 8        | 11     | 3                   | 260    | 52     |
| 1999      | Espanha        | Àlex Crivillé        | Honda      | 16  | 2     | 6        | 10     | 2                   | 267    | 57     |
| 2000      | Estados Unidos | Kenny Roberts Junior | Suzuki     | 16  | 4     | 4        | 9      | 3                   | 258    | 49     |
| 2001      | Itália         | Valentino Rossi      | Honda      | 16  | 4     | 11       | 13     | 10                  | 325    | 106    |
| 2002      | Itália         | Valentino Rossi      | Honda      | 16  | 7     | 11       | 15     | 9                   | 355    | 140    |
| 2003      | Itália         | Valentino Rossi      | Honda      | 16  | 9     | 9        | 16     | 12                  | 357    | 80     |
| 2004      | Itália         | Valentino Rossi      | Yamaha     | 16  | 5     | 9        | 11     | 3                   | 304    | 47     |
| 2005      | Itália         | Valentino Rossi      | Yamaha     | 17  | 5     | 11       | 16     | 6                   | 367    | 147    |
| 2006      | Estados Unidos | Nicky Hayden         | Honda      | 17  | 1     | 2        | 10     | 2                   | 252    | 5      |
| 2007      | Austrália      | Casey Stoner         | Ducati     | 18  | 4     | 10       | 14     | 6                   | 367    | 125    |
| 2008      | Itália         | Valentino Rossi      | Yamaha     | 18  | 2     | 9        | 16     | 6                   | 373    | 93     |
| 2009      | Itália         | Valentino Rossi      | Yamaha     | 17  | 7     | 6        | 13     | 6                   | 306    | 45     |
| 2010      | Espanha        | Jorge Lorenzo        | Yamaha     | 18  | 7     | 9        | 16     | 4                   | 383    | 138    |
| 2011      | Austrália      | Casey Stoner         | Honda      | 17  | 12    | 10       | 16     | 7                   | 350    | 90     |
| 2012      | Espanha        | Jorge Lorenzo        | Yamaha     | 18  | 7     | 6        | 16     | 5                   | 350    | 18     |
| 2013      | Espanha        | Marc Márquez         | Honda      | 18  | 9     | 6        | 16     | 11                  | 334    | 4      |
| 2014      | Espanha        | Marc Márquez         | Honda      | 18  | 13    | 13       | 14     | 12                  | 362    | 67     |
| 2015      | Espanha        | Jorge Lorenzo        | Yamaha     | 18  | 5     | 7        | 12     | 6                   | 330    | 5      |
| 2016      | Espanha        | Marc Márquez         | Honda      | 18  | 7     | 5        | 12     | 4                   | 298    | 49     |
| 2017      | Espanha        | Marc Márquez         | Honda      | 18  | 8     | 6        | 12     | 3                   | 298    | 37     |
| 2018      | Espanha        | Marc Márquez         | Honda      | 18  | 7     | 9        | 14     | 7                   | 321    | 76     |
| 2019      | Espanha        | Marc Márquez         | Honda      | 19  | 10    | 12       | 18     | 12                  | 420    | 151    |
| 2020      | Espanha        | Joan Mir             | Suzuki     | 14  | 0     | 1        | 7      | 0                   | 171    | 13     |
| 2021      | França         | Fabio Quartararo     | Yamaha     | 18  | 5     | 5        | 10     | 5                   | 278    | 26     |
| 2022      | Itália         | Francesco Bagnaia    | Ducati     | 20  | 5     | 7        | 10     | 3                   | 265    | 17     |

### Campeões múltiplos
| Piloto           | Títulos | Temporada                                      |
| ---------------- | ------- | ---------------------------------------------- |
| Giacomo Agostini | 8       | 1966, 1967, 1968, 1969, 1970, 1971, 1972, 1975 |
| Valentino Rossi  | 7       | 2001, 2002, 2003, 2004, 2005, 2008, 2009       |
| Marc Márquez     | 6       | 2013, 2014, 2016, 2017, 2018, 2019             |
| Mick Doohan      | 5       | 1994, 1995, 1996, 1997, 1998                   |
| Geoff Duke       | 4       | 1951, 1953, 1954, 1955                         |
| John Surtees     | 4       | 1956, 1958, 1959, 1960                         |
| Mike Hailwood    | 4       | 1962, 1963, 1964, 1965                         |
| Eddie Lawson     | 4       | 1984, 1986, 1988, 1989                         |
| Kenny Roberts    | 3       | 1978, 1979, 1980                               |
| Wayne Rainey     | 3       | 1990, 1991, 1992                               |
| Jorge Lorenzo    | 3       | 2010, 2012, 2015                               |
| Umberto Masetti  | 2       | 1950, 1952                                     |
| Phil Read        | 2       | 1973, 1974                                     |
| Barry Sheene     | 2       | 1976, 1977                                     |
| Freddie Spencer  | 2       | 1983, 1985                                     |
| Casey Stoner     | 2       | 2007, 2011                                     |

- Negrito indica pilotos no ativo.

### Por nacionalidade
| País                   | Pilotos | Títulos |
| ---------------------- | ------- | ------- |
| Itália                 | 7       | 21      |
| Reino Unido            | 6       | 17      |
| Estados Unidos         | 7       | 15      |
| Espanha                | 4       | 11      |
| Austrália              | 3       | 8       |
| Rodésia e Niassalândia | 1       | 1       |
| França                 | 1       | 1       |